# EP Весов
EP Весов (лат. EP Librae) — одиночная переменная звезда в созвездии Весов на расстоянии (вычисленном из значения параллакса) приблизительно 7413 световых лет (около 2273 парсеков) от Солнца. Видимая звёздная величина звезды — от более +14m до +10,8m.

## Характеристики
EP Весов — красная пульсирующая переменная звезда, мирида (M) спектрального класса Me.